# Алберсдорф (Холштајн)
Алберсдорф (њем. Albersdorf) општина је у њемачкој савезној држави Шлезвиг-Холштајн. Једно је од 115 општинских средишта округа Дитмаршен. Према процјени из 2010. у општини је живјело 3.466 становника. Посједује регионалну шифру (AGS) 1051001, NUTS (DEF05) и LOCODE (DE ASD) код.

## Географија
Алберсдорф се налази у савезној држави Шлезвиг-Холштајн у округу Дитмаршен. Општина се налази на надморској висини од 42 метра. Површина општине износи 17,1 km².

## Становништво
У самом мјесту је, према процјени из 2010. године, живјело 3.466 становника. Просјечна густина становништва износи 202 становника/km².

## Међународна сарадња
| Мјесто | Држава    | Врста сарадње | Од    |
| ------ | --------- | ------------- | ----- |
|        | Француска | партнерство   | 1985. |
| Извор  |           |               |       |